# Artsvik Harutiunian
Artsvik Harutiunian (Armeens: Արծվիկ Հարությունյան) (Kapan, 21 oktober 1984) is een Armeense zangeres.

## Biografie
Artsvik nam in 2013 deel aan Golos, een Russische talentenjacht gebaseerd op The Voice. Ze werd uitgeschakeld in de battles. Drie jaar later waagde ze in eigen land haar kans in Depi Evratesil, de Armeense preselectie voor het Eurovisiesongfestival. Ze won deze talentenjacht, waardoor ze haar vaderland mocht vertegenwoordigen op het Eurovisiesongfestival 2017 in Oekraïne. Ze werd er 18de.
2006: André · 
2007: Hayko · 
2008: Sirusho · 
2009: Inga & Anush · 
2010: Eva Rivas · 
2011: Emmy · 
2013: Dorians · 
2014: Aram MP3 ·
2015: Genealogy ·
2016: Iveta Mukuchian ·
2017: Artsvik ·
2018: Sevak Chanagian · 
2019: Srbuk · 
2022: Rosa Linn · 
2023: Brunette · 
2024: Ladaniva · 
2025: Parg
- Bibliothèque nationale de France: cb17153353g (data)
- International Standard Name Identifier: 0000 0004 6353 9054
- MusicBrainz: 396420c1-18b8-4217-bbb9-40f5d949e446
- Virtual International Authority File: 6705150749020016420005